# Taizz
Taizz (néhol Taiz, arabul: تعز Taʿizz) Jemen harmadik legnagyobb városa, a róla elnevezett kormányzóság székhelye.

## Fekvése
Taizz hozzávetőlegesen 1400 m tengerszint feletti magasságban található, a Jemeni-fennsíkon, Jemen déli részén. A várostól délre helyezkedik el a 3006 m magas Szabír-hegység.
A fővárostól, Szanaa-tól 259 km-re délre fekszik.

## Története
Taizz nevét először 1173-ban említik a források, amikor Szaladin egyiptomi szultán testvére Jemenbe utazott és elrendelte az - ekkor már létező - taizzi vár megerősítését.
A 13. században Jemen nagy része a Raszulida dinasztia uralma alá került, akik országuk fővárosául Zabidot választották, de uralmuk alatt Taizz az ország második legjelentősebb városává vált. A 14. században Ibn Battúta arab utazó ellátogatott a városba, amelyet a térség egyik legnagyobb és legszebb településeként írt le. 

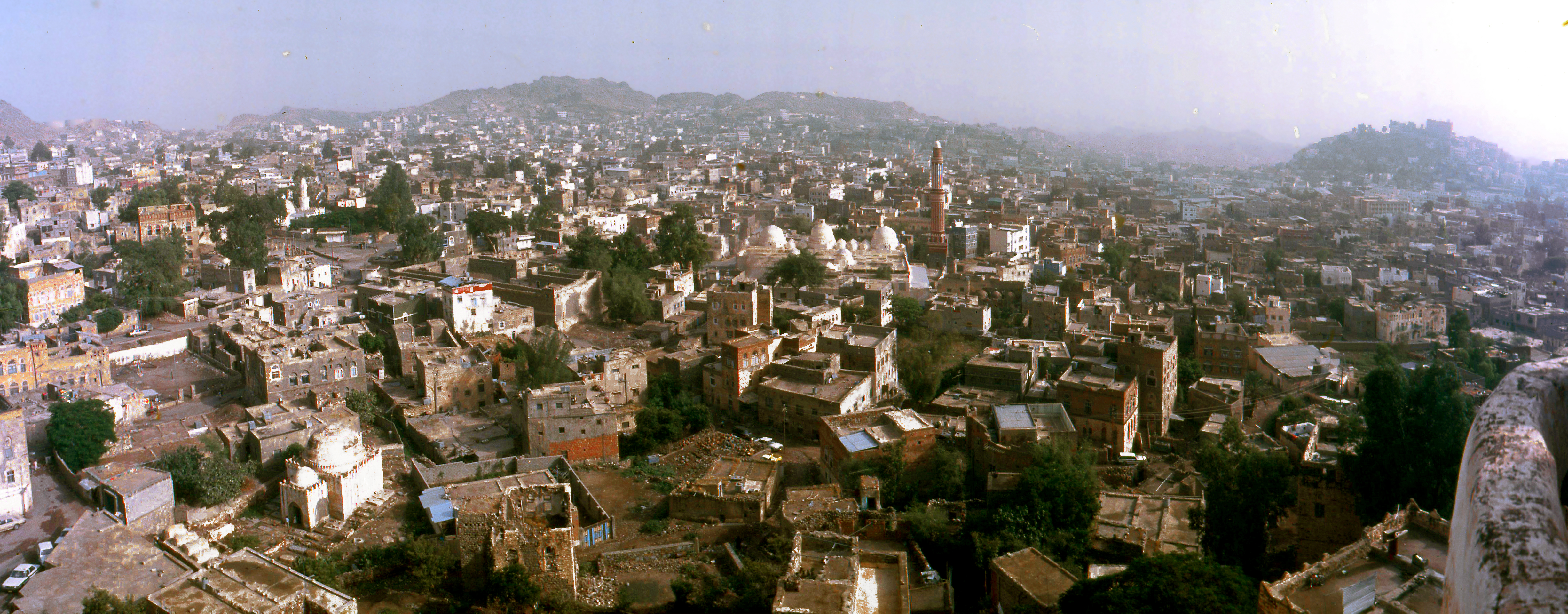
Városkép 1987-ben

A város 1948-ban Jemen adminisztratív központjává vált, melynek következtében ugrásszerű változás következett be a lakosság számában is, így a várost körül vevő falakat 1948-tól kezdve fokozatosan lebontották. 1962-ben az állami adminisztráció Szanaa-ba költözött, de Taizz továbbra is Jemen (majd Dél-Jemen) fontos városa maradt.
A város fontos szerepet játszott a 2011-2012-es jemeni forradalom idején, amikor is a 2011. május 28. - június 7. között lezajlott csatában az Ali Abdullah Száleh jemeni elnök rendszere ellen lázadók birtokukba vették a várost, kiűzve az elnök pártján álló katonákat.

## Népessége
2005-ben mintegy 600 ezer fő lakta a települést, ezzel az ország harmadik legnagyobb városának számítva Szanaa és Áden után. A lakosság többsége arab, de történelme során a város jelentős zsidó lakossággal is rendelkezett, amely azonban 1948-at követően kénytelen volt elmenekülni az országból és Izraelben letelepedni.
| Lakosok száma | 80 000 | 120 000 | 300 000 | 615 467 | 615 000 |
|               | 1970   | 1981    | 2001    | 2005    | 2014    |